# Frisco City
Frisco City es un pueblo ubicado en el condado de Monroe en el estado estadounidense de Alabama. En el censo de 2000, su población era de 1460. 

## Demografía
En el 2000 la renta per cápita promedia del hogar era de $ 26.176$, y el ingreso promedio para una familia era de 32.663$. El ingreso per cápita para la localidad era de 12.170$. Los hombres tenían un ingreso per cápita de 26.898$ contra 19.464$ para las mujeres.

## Geografía
Frisco City está situado en 31°26′2″N 87°24′8″O / 31.43389, -87.40222 (31.433769, -87.402120).
Según la Oficina del Censo de los EE. UU., la ciudad tiene un área total de 4.04 millas cuadradas (10.47 km²).